# Театр Корша
Русский драматический театр Корша — московский театр, существовавший в 1882—1933 годах. Ныне его здание занимает Театр наций.

## История
Годом основания театра считается 1882 год, когда Фёдору Адамовичу Коршу предложили возглавить разорившийся Пушкинский театр («Театр близ памятника Пушкину»), которым руководила актриса Малого театра А. А. Бренко. Её неопытность как антрепренёра привела театр в 1882 году к краху. Ведущими артистами театра во главе с М. И. Писаревым и В. Н. Андреевым-Бурлаком на правах товарищества был создан Русский драматический театр, распорядителем которого пригласили Ф. А. Корша. Для нового театра Корш выбрал обширное помещение в доме Лианозова (бывшем доме Римского-Корсакова) в Газетном переулке (сейчас здание МХТ). Открытие Русского драматического театра состоялось 30 августа 1882 года постановкой «Ревизора»; в афише также была указана комедия-водевиль Н. И. Куликова «Бедовая вдовушка».

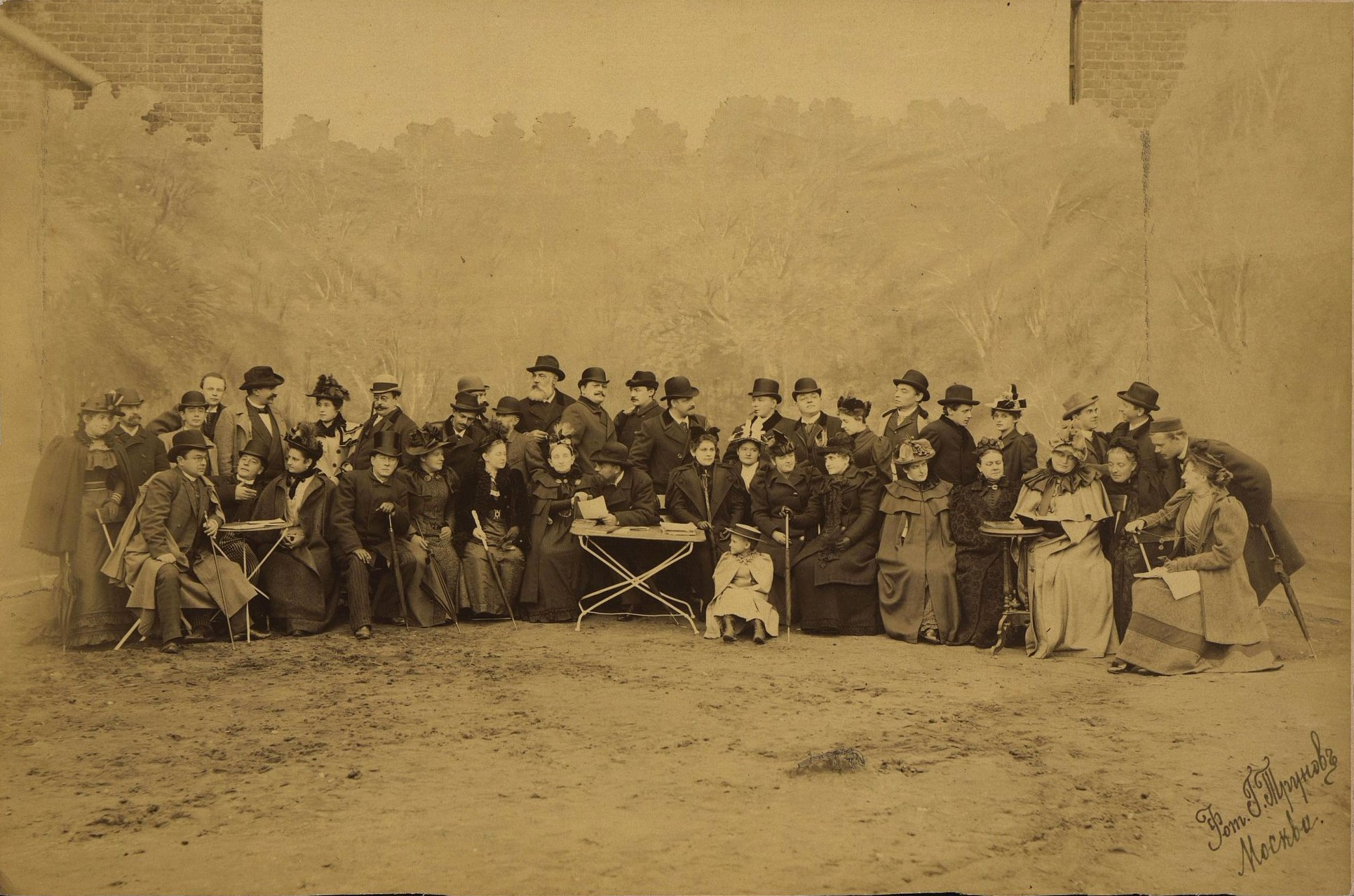
Труппа театра Корша перед открытием сезона. 1892 год.

В 1883 году Корш стал единоличным хозяином театра. В 1885 году он получил здание в русском стиле, выстроенное по проекту архитектора Михаила Николаевича Чичагова на земельном участке, принадлежавшем предпринимателям Бахрушиным — в Богословском (ныне Петровском) переулке; А. А. Бахрушин был одним из тех, кто оказал помощь Коршу, выделив 50 тысяч рублей на строительство театра. Деятельность театра в новом здании началась 30 августа 1885 года постановкой отрывков из «Горя от ума», «Ревизора» и «Доходного места».
На следующий год, в 1886 году состоялась полная постановка «Горя от ума»: художник А. С. Янов оформил спектакль по модным журналам 1820-х гг. XIX столетия (до этого играли в современных времени постановки костюмах); Фамусов — В. Н. Давыдов, Софья — попеременно Рыбчинская и А. А. Яблочкина, Лиза — Мартынова, Молчалин — Шувалов, Чацкий — Солонин, Н. П. Рощин-Инсаров, Скалозуб — И. П. Киселевский, Загорецкий — Светлов, Репетилов — Градов-Соколов. Этой постановке посвящена аналитическая и весьма ироничная статья С. В. Флерова в газете «Московские ведомости», 1886, 27 октября.
Особенностью нового театра были оборудованная по последнему слову техники сцена, зрительный зал, гримёрки и фойе, освещённые электричеством. Ведущая актриса театра Александра Яковлевна Глама-Мещерская писала:

«Это тогда было новостью необыкновенной, и даже в Большом и Малом театрах ещё пользовались газом; правда, новое освещение было далеко не совершенно. Лампочки давали свет желтоватый и горели ненадёжно… Тем не менее впечатление новое освещение производило огромное».

Огромное впечатление производили и технические нововведения Корша:

«Большим газетным шумом сопровождалась одна из коршевских премьер, когда была показана новая комедия Lolo „Вечный праздник“. Успех этот объяснялся не особыми достоинствами пьесы, а одним необычным для того времени постановочным эффектом: декорация 2-го акта представляла собой разрез вагона, мчащегося в составе курортного поезда в Кисловодск. Под вагоном вращались колёса, за окнами пролетали телеграфные столбы и проходила движущаяся панорама. При подходе к станции панорама и колёса замедляли движение, в окна вплывали станционные постройки и перроны с пассажирами и усатыми жандармами. Звуковое оформление довершало иллюзию».

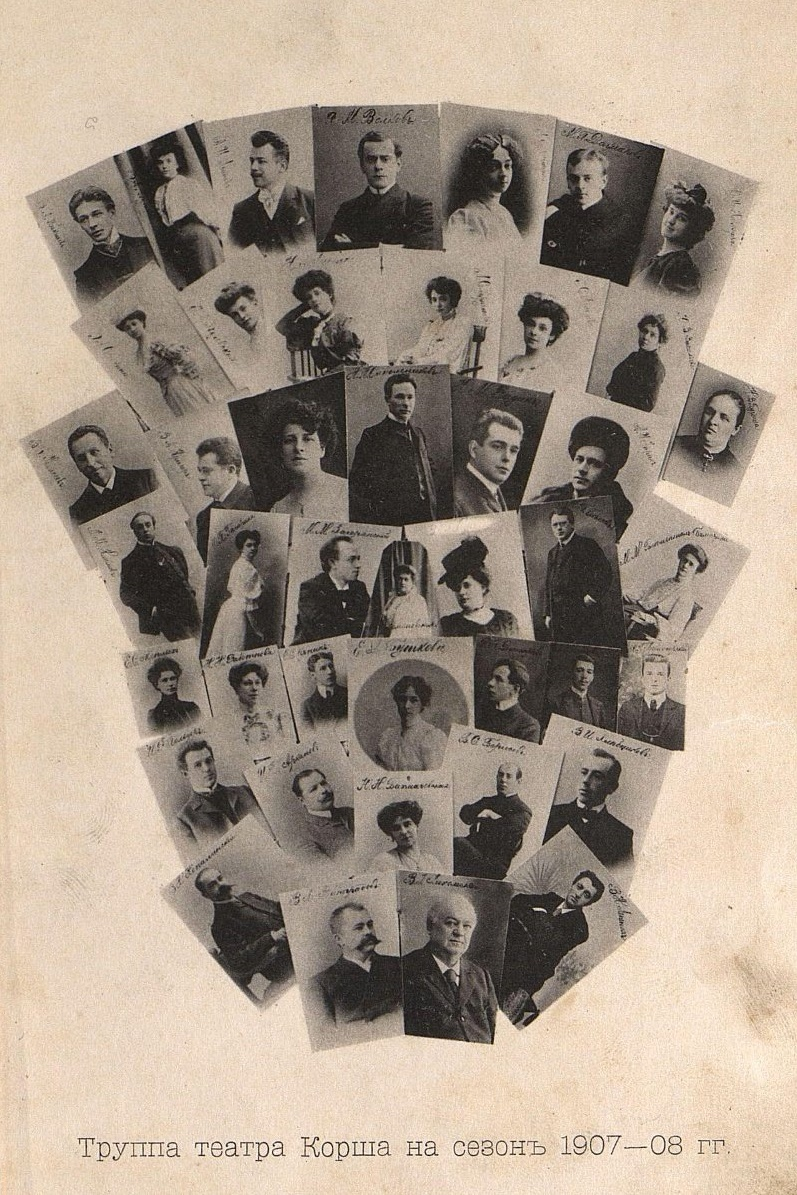
Труппа театра Корша на сезон 1907—1908 гг. Коллаж.

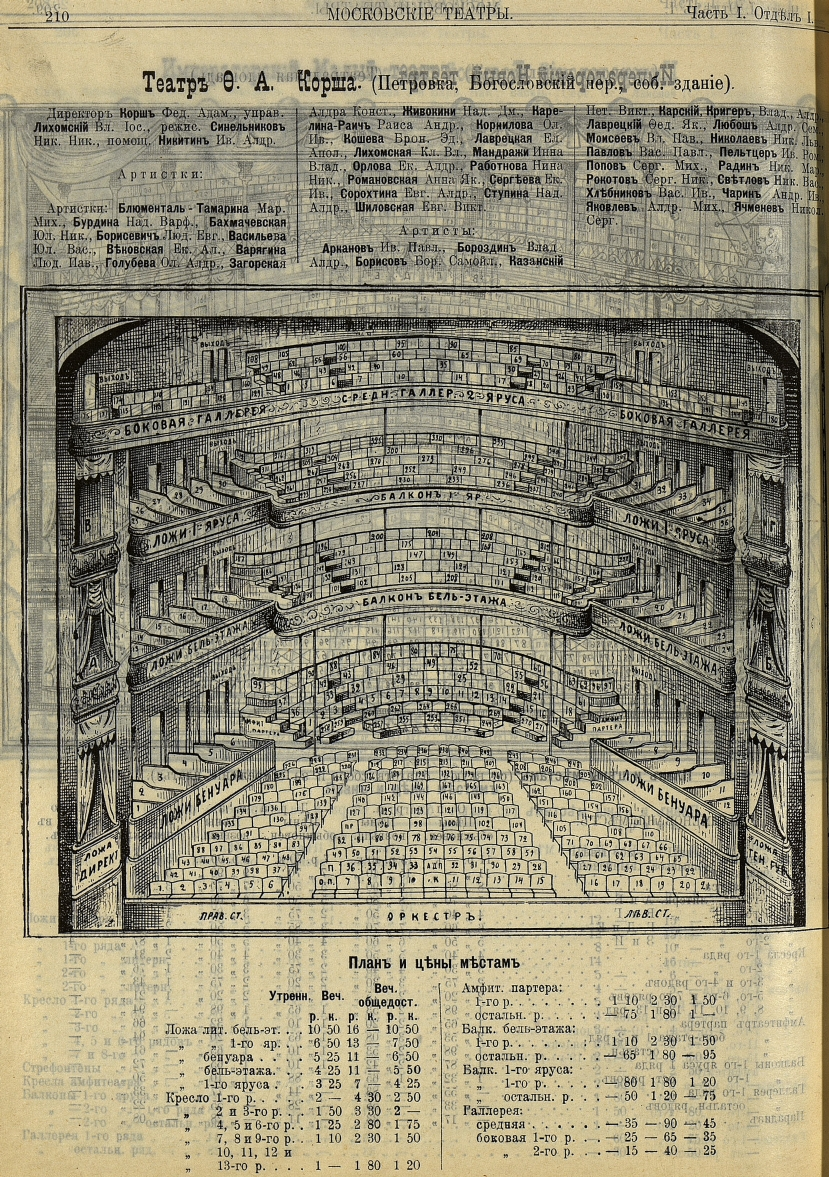
Труппа и план театра Корша в 1907 году

Корш считал своей задачей создание «театра комедии с драматическим или комическим оттенком», поэтому в репертуаре нового театра преобладали лёгкие комедии, фарсы с любовной интригой: «В царстве скуки» Э. Пальерона, «Денежные тузы» А. Ф. Крюковского, «Опасное поручение» Н. Н. Николаева, пьесы Д. А. Мансфельда, Н. И. Мясницкого, С. Ф. Разсохина. Появилось понятие «коршевская пьеса» — драматургия с штампованными конфликтами и персонажами, строящаяся по принципу «больше забавного и смешного».
Однако именно «грубейший фарс Мясницкого и пошловатые пьески Мансфельда» помогли театру привлечь публику и обрести финансовую стабильность, так что Корш мог позволить себе постановки серьёзной драматургии. В театре играют пьесы русских и иностранных классиков и современных драматургов: «Нора» и «Доктор Штокман» Г. Ибсена, пьесы Г. Зудермана, Э. Ростана. Именно Корш впервые в Москве ставит «Власть тьмы» Толстого и открывает Чехова-драматурга: в 1887 году Н. Н. Соловцов поставил пьесу «Иванов», написанную по заказу Корша. Позднее на сцене Театра Корша были поставлены чеховские водевили «Медведь» (1888) и «Свадьба» (1902).
Стремясь расширить зрительскую аудиторию, Корш придумывает «утренники» — утренние спектакли, в которых играли те же актёры, что и в вечерних, но за значительно меньшие деньги. Это позволило привлечь в театр новую публику: студентов и учащихся, мелких чиновников и служащих. Артист Иван Москвин вспоминал, что в молодости был «отравлен» театром благодаря Коршу, который «за 20 копеек давал возможность посмотреть первоклассную труппу во главе с В. Н. Давыдовым».
Каждую пятницу в Театре Корша представляли новую постановку, зачастую сырую, недоработанную (на каждую отводилось 3-4 репетиции), однако неизменно привлекающую публику. Неудачные постановки сразу снимались с репертуара, зато имевшие успех — «Чары любви» Е. Карпова, «Летние грёзы» В. Крылова — шли годами.
В начале 1890-х в репертуаре театра появляются переводные современные пьесы, новинки европейской драмы: «Тётка Чарлея» и «Мадам Сан-Жен» В. Сарду и Э. Моро, «Раб наживы» О. Мирбо, «Контролёр спальных вагонов» А. Биссона. Корш с ассистентами посещал модные премьеры в театрах Европы, стенографировал и затем переводил текст спектакля — и бывало, что европейская пьеса ставилась в России, ещё не будучи опубликованной на родине.
Появление в 1898 году МХТ пошатнуло позиции Театра Корша: серьёзные пьесы публика предпочла смотреть у Станиславского.
В 1900 году Корш пригласил в театр режиссёра Н. Н. Синельникова, который привёл в труппу Коршевского театра Л. М. Леонидова, А. А. Остужева, М. М. Блюменталь-Тамарину, Н. М. Радина и др., поставил спектакли «Сирано де Бержерак» Э. Ростана (1900), «Буря» Шекспира (1901), «Дети Ванюшина» С. А. Найдёнова (1901), «Каменотёсы» Зудермана (1905), «Лес» А. Н. Островского (1907), «Коварство и любовь» Фр. Шиллера (1907), «Веер леди Уиндермир» О.Уайлда (1907), «Пробуждение весны» Ф.Ведекинда (1907) и другие весьма удачные постановки, например, его «Дети Ванюшина» (1901) заслужили одобрение К. С. Станиславского. Однако былой славы театр себе вернуть не смог.

## После Корша
В 1917 году театр был преобразован в Товарищество артистов, а в 1918 году его выкупил антрепренёр Мориц Миронович Шлуглейт, который стал его директором.
С 1920 года театр назывался «3-й театр РСФСР. Комедия», с 1925 года входил в число государственных театров Моссовета под названием «Комедия (бывший Корш)», позднее получил название Московский драматический театр.
В 1933 году театр был закрыт, в его здании разместился филиал МХАТа, в который перешла и часть коршевской труппы. Из письма Николая Радина Синельникову (5 февраля 1933 года): «31 января был последний спектакль в театре Корш. Бесславно кончил он своё 55-летнее существование: люди, ликвидировавшие его, не посчитались ни с чем… ни с прошлым, в котором было много значительного, ни с самолюбием работавших там актёров, ни даже с почтенной юбилейной датой. Приказом НарКомПроса художественный состав распределён между московскими театрами, здание передано со всем инвентарём МХАТу. МХАТ взял Попову, Кторова и Петкера».
Был репрессирован режиссёр Коршевского театра Карпов.
В настоящее время здание бывшего Театра Корша принадлежит Государственному театру наций, который в своей деятельности пытается следовать традициям своего предшественника. В 2002 году в честь 120-летия Театра Корша и 150-летия со дня рождения Ф. А. Корша в Театре наций прошли «Коршевские чтения» под названием «Театр XXI века между стационаром и антрепризой».
Историк театра Т. Шах-Азизова:

«История коршевского театра, одного из ранних и самых стойких русских частных театров, богата и поучительна, особенно в наше время, когда этот тип театра, перемахнув полувековую полосу запрета и забвения, пытается возродиться».

## Репертуар
Первый спектакль, поставленный в Театре Корша, — «Ревизор» Гоголя.
В репертуар театра входили:
- 1882 — «Лес» А. Н. Островского
- 1883, 1888, 1912 — «Маскарад» М. Ю. Лермонтова
- 1886, 1888, 1911 — «Горе от ума» А. С. Грибоедова
- 1887 — «Иванов» А. П. Чехова
- 1887 — «Отжитое время» («Дело») А. В. Сухово-Кобылина
- 1888 — «Тартюф» Мольера
- 1889, 1909 — «Гроза» А. Н. Островского
- 1891 — «Нора» Г. Ибсена
- 1893 — «Горькая судьбина» А. Ф. Писемского
- 1895 — «Гамлет» У. Шекспира
- 1901 — «Дети Ванюшина» С. А. Найдёнова
- «Разбойники» Ф. Шиллера
- 1909 — «Дни нашей жизни» Л. Н. Андреева

и др.

## Труппа

### Актёры
Устойчивой труппы театр не имел, однако славился сильным актёрским составом. На его сцене в разное время играли:
- Азагарова, Анна Яковлевна
- В. Н. Андреев-Бурлак,
- М. М. Блюменталь-Тамарина
- М. П. Болдуман
- Б. С. Борисов
- В. В. Галл-Савальский
- А. Я. Глама-Мещерская
- О. А. Голубева (в 1899—1904-х гг.)
- Б. А. Горин-Горяинов,
- Е. М. Грановская
- В. Н. Давыдов
- А. В. Дарьял
- И. П. Киселевский
- М. М. Климов
- М. Т. Иванов-Козельский
- Н. Ф. Костромской (1917)
- Н. И. Комаровская
- Б. Э. Кошева
- М. В. Крестовская
- В. А. Кригер
- Н. Н. Кручинин (наст. фам. Хлебников; в 1914—1917-х гг.)
- А. П. Кторов
- П. Д. Ленский
- Л. М. Леонидов
- С. С. Лидин
- Л. К. Людвигов (Маевский)
- Г. И. Мартынова
- С. Б. Межинский
- Нил Мерянский
- И. М. Москвин
- С. Н. Надеждин
- П. Д. Оболенский (Ленский)
- П. Н. Орленев
- А. А. Остужев
- И. Р. Пельтцер
- Б. Я. Петкер
- А. П. Петровский
- М. И. Писарев
- М. А. Потоцкая (в 1889—1892-х гг.)
- Н. М. Радин
- Н. П. Рощин-Инсаров
- Н. Д. Рыбчинская
- Н. В. Рыкалова
- Л. Д. Рындина
- П. В. Самойлов
- Н. А. Самойлов-Мичурин,
- Н. В. Светлов (наст. фамилия Потёмкин)
- П. М. Свободин
- Л. В. Селиванова
- Н. И. Слонова (Козлянинова) (в 1913—1917-х гг.)
- Н. А. Смирнова
- Н. Н. Соловцов
- П. Ф. Солонин
- В. О. Топорков
- А. И. Чарин
- Вера Чарова
- Е. М. Шатрова
- И. М. Шувалов
- А. А. Яблочкина
- Л. Б. Яворская
- А. М. и К. Н. Яковлевы

### Режиссёры
- А. А. Яблочкин (1883—1884)
- Н. Н. Арский (1184—1885)
- М. В. Аграмов (1885—1887 и 1889—1891)
- Н. Н. Соловцов (1887—1889)
- Н. Н. Синельников (1900—1909)
- А. Л. Загаров (1910—1911)
- Н. Д. Красов (1911—1912)
- А. Л. Зиновьев (1912—1913)
- В. К. Татищев (1914—1917)